# ケプラー65
ケプラー65 (英: Kepler-65) とは、こと座の方向に約999光年離れた場所に位置する恒星である。少なくとも4つの太陽系外惑星を持つことが知られている。

## 惑星系
ケプラーによる観測を元に、3つの惑星が発見されたことが2013年に発表された。4つ目の惑星は、恒星の視線速度の測定により2019年に発見された。2013年に発見された3つの惑星は、主星の非常に近くを公転している。初期のフォローアップ観測での視線速度測定では、データにノイズが多すぎたため惑星の質量に制約を与えることができなかった
。別のフォローアップ観測でのトランジット時刻変動の解析はケプラー65dの質量を測定するのに役立ち、ケプラー65dは地球よりも密度が著しく低いことが明らかになった。
| 名称 （恒星に近い順） | 質量               | 軌道長半径 （天文単位） | 公転周期 (日)                  | 軌道離心率         | 軌道傾斜角        | 半径                  |
| --------------------- | ------------------ | ----------------------- | ------------------------------ | ------------------ | ----------------- | --------------------- |
| b                     | 2.4+2.4 −1.6 M⊕    | 0.035                   | 2.1549209+0.0000086 −0.0000074 | 0.028+0.031 −0.02  | 92.2+1.3 −1.4°    | 1.444+0.037 −0.031 R⊕ |
| c                     | 5.4±1.7 M⊕         | 0.068                   | 5.859697+0.000093 −0.000099    | 0.02+0.022 −0.013  | 92.33+0.29 −0.26° | 2.623+0.066 −0.056 R⊕ |
| d                     | 4.14+0.79 −0.80 M⊕ | 0.084                   | 8.13167+0.00024 −0.00021       | 0.014+0.016 −0.010 | 92.35+0.18 −0.16° | 1.587+0.040 −0.035 R⊕ |
| e                     | 200+200 −50 M⊕     | —                       | 258.8+1.5 −1.3                 | 0.283+0.064 −0.071 | 127.0+27.0 −25.0° | —                     |